# Chiesa dei Santi Martino e Stefano (Serravalle Scrivia)
La chiesa dei Santi Martino e Stefano è la parrocchiale di Serravalle Scrivia, in provincia di Alessandria a diocesi di Tortona; fa parte del vicariato di Arquata-Serravalle.

## Storia

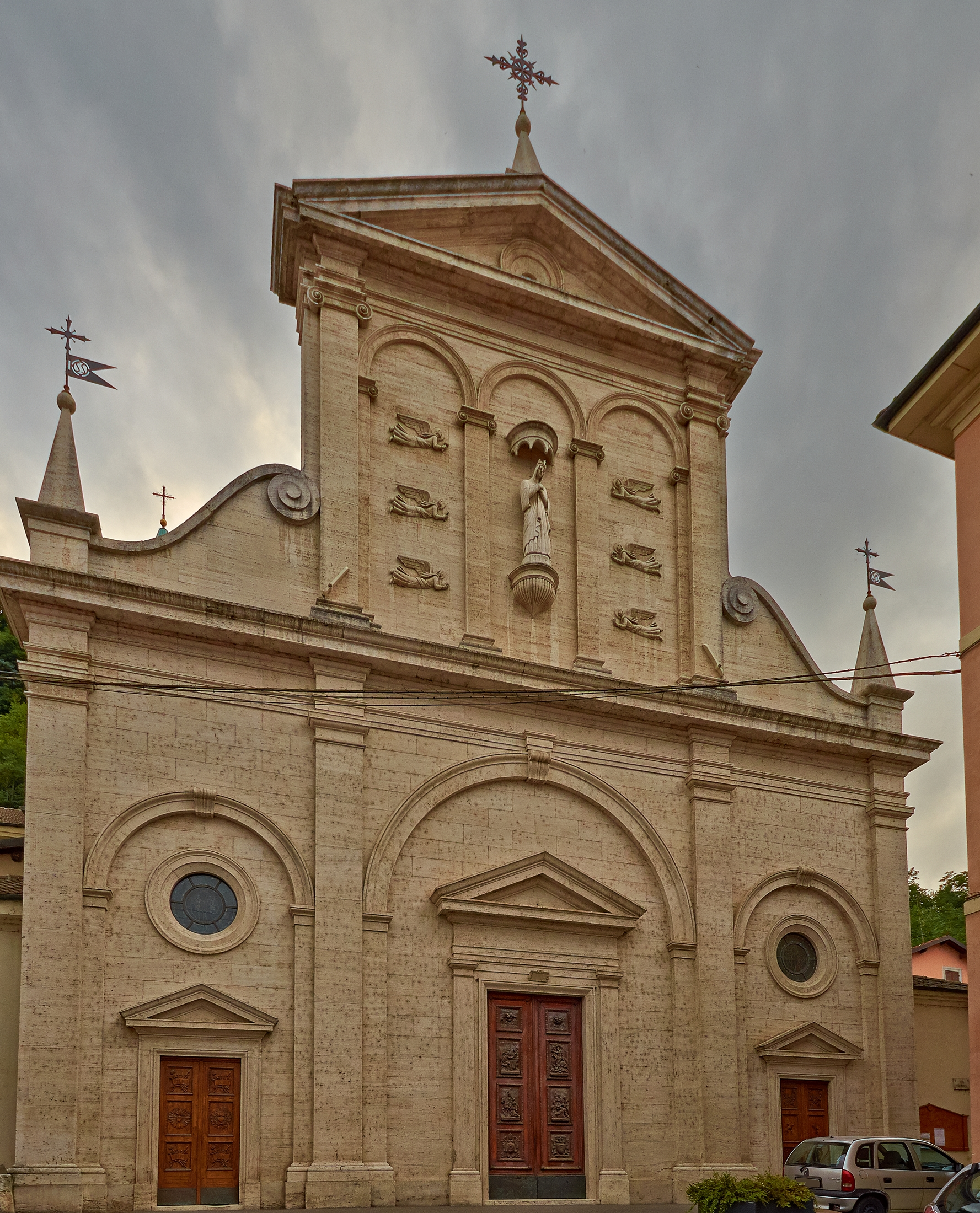
La facciata della chiesa

La primitiva chiesa di Serravalle Scrivia era dedicata a San Martino e fu edificata intorno all'anno 1000. Tuttavia, la prima attestazione di questa chiesa, in qualche modo contrapposta alla pieve di Santo Stefano di Linverno, risale al 1228. 
 Nel 1239 le due istituzioni furono unite da papa Gregorio IX in un'unica parrocchia intitolata sia a San Martino che a Santo Stefano.
 Da un documento del 1295 s'apprende che l'originaria chiesa era dotata d'un portico.
La costruzione dell'attuale parrocchiale venne portata a termine nel 1574.
 Nel Seicento crebbe l'importanza della chiesa e cominciò ad essere chiamata con il titolo di collegiata sebbene non ne avesse il diritto; tuttavia, fu poi istituito un capitolo di undici canonici fissi ai quali se ne aggiungevano altri quattro durante l'estate.
 Nel 1875 venne riedificato il campanile e nel XX secolo l'originaria cuspide fu inglobata in quella attuale. Agli inizi del Novecento la chiesa fu restaurata e nel 1939 la facciata fu completata. La parrocchiale subì ulteriori interventi di ristrutturazione tra il 2004 ed il 2007.

## Descrizione
Opere di pregio conservate all'interno della chiesa sono il fonte battesimale, realizzato nel 1486 e proveniente dalla precedente parrocchiale, la settecentesca tela della Natività, eseguita di Francesco Campora, il gruppo ligneo raffigurante la Presentazione di Gesù al Tempio, di epoca neoclassica, una pala raffigurante il Martirio di Santo Stefano, eseguita nel XVII secolo probabilmente da Giovanni Andrea Carlone, il Crocifisso, opera di un'ignota bottega piemontese del Seicento e la tela con soggetto la Madonna del Rosario, realizzata da Bernardo Montessoro nel 1607.